# Socratische brieven
Socratische brieven is de gebruikelijke verzamelnaam voor een verzameling van Griekse briefliteratuur van auteurs uit de 2e of 3e eeuw n.Chr.
De artistieke uitwerking van fictieve brieven onder de naam van vermaarde filosofen uit de oudheid, was een retorische uiting van de Griekse literatuur tijdens de Romeinse Keizertijd. De brieven van Socrates en de socratici zijn een op papyrus overgeleverde verzameling van dergelijke brieven. Naast Socrates zelf figureren ook verschillende van zijn leerlingen, waaronder bijvoorbeeld Aristippos, als auteurs van de teksten. De teksten zijn filologisch nog niet afdoende onderzocht. De eigenlijke auteurs van de brieven, alsook de precieze periode waarin de teksten tot stand kwamen, kunnen daarom niet met zekerheid bepaald worden. 